# Carl Schultze (Schauspieler)

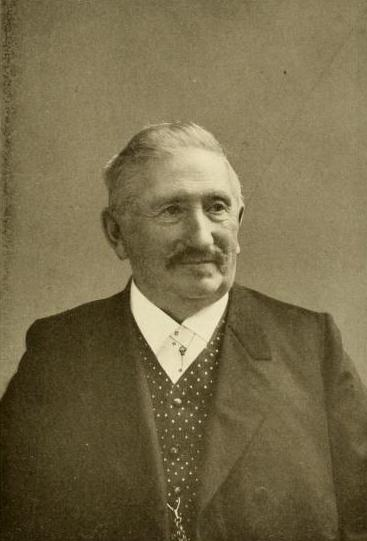
Carl Schultze

Carl Schultze (* 1. Juni 1829 in Hamburg; † 14. Dezember 1912 in Wandsbek) war ein deutscher Schauspieler und Theaterdirektor.

## Leben und Wirken
Der Vater von Carl Schultze, der nahe dem Pferdemarkt groß wurde, arbeitete als Tapezierer. Wie er selbst sagte, habe er als Jugendlicher überlegt, ebenfalls diesen Beruf zu ergreifen. Anderseits interessierte er sich für die Komödie. 1849 schloss er sich einer Wandertruppe an, mit der er nordwestdeutsche Städte und Dörfer besuchte. 1853 kam er zurück nach St. Pauli. Hier spielte er anfangs am heutigen St. Pauli Theater unter der Leitung von Theodor Damm. Um 1858 arbeitete er als selbstständiger Schankwirt im „Joachimsthal“, das sich im westlichen Bereich der heutigen Reeperbahn befand. 1860 eröffnete er hier das „St. Pauli Tivoli und Volksgarten“. Schultze machte daraus schrittweise ein Theater, das seit 1863 Carl-Schultze-Theater hieß. 1864 konnte er in einem winterfesten Neubau erstmals ganzjährige Vorführungen anbieten.
Schultze ging mit seinem Repertoire auf die gesellschaftlichen und politischen Änderungen im Zeitgeschehen ein: Das Hamburger Bürgertum bekam mit der Hamburgischen Bürgerschaft erstmals eine gewählte Vertretung und die aufgehobene Torsperre beflügelte des kulturelle Leben auf St. Pauli. Andererseits verlor die Stadt mit dem Norddeutschen Bund und der späteren Reichsgründung an Souveränität. Schultze reagierte darauf mit einem plattdeutschen Programm, das das mittelständische Hamburg behandelte. Er bot erfolgreiche Parodien auf Opern, die am Hamburger Stadttheater zu sehen waren. Dazu gehörten Linorah von Johann Peter Lyser, Louis Schöbels Faust und Margarethe von 1862 oder vier Jahre später Die Afrikanerin von Giacomo Meyerbeer.

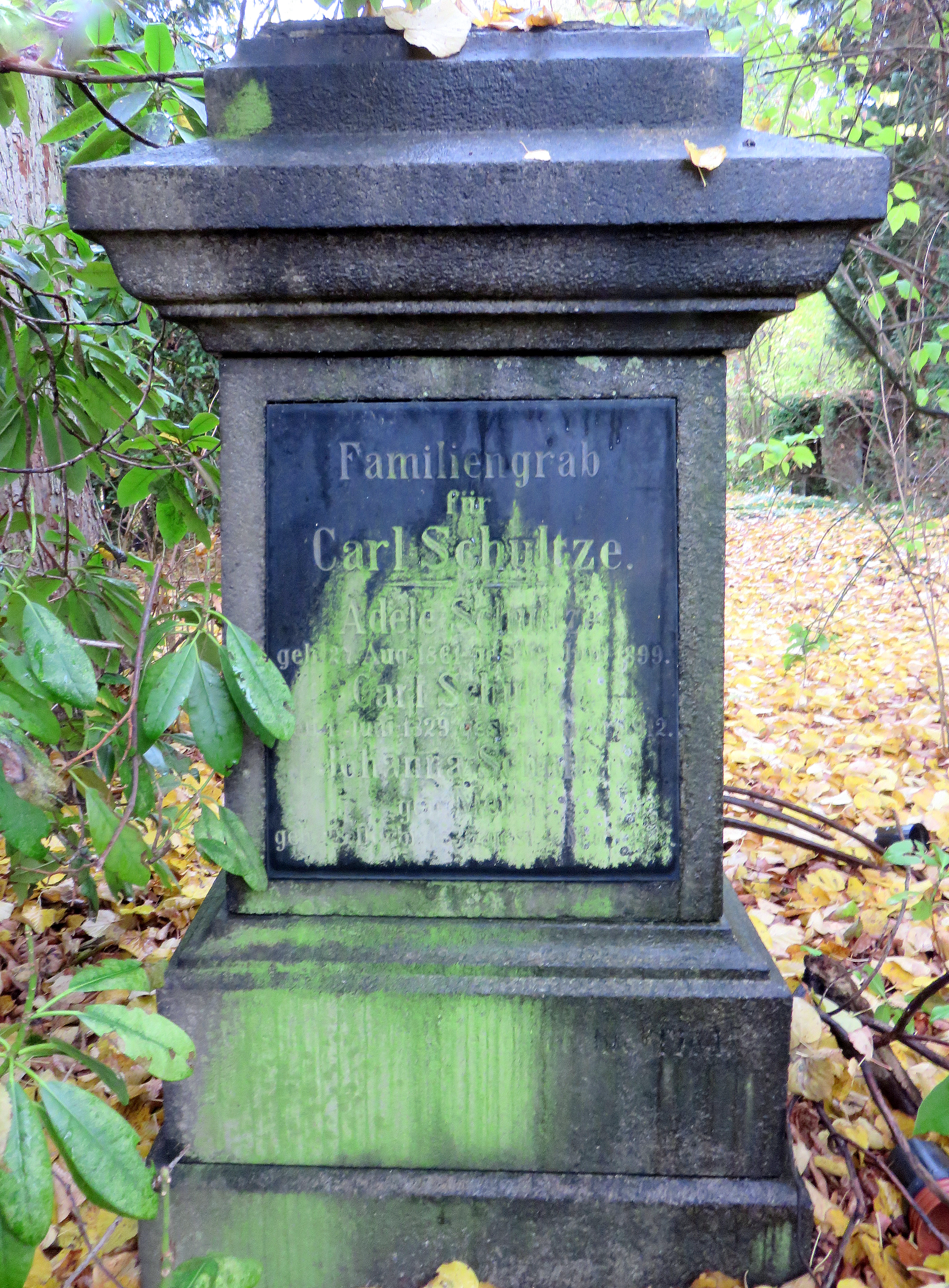
Grabstein Carl Schultze auf dem Friedhof Ohlsdorf

Die im Theater gespielten Stücke griffen auch aktuelle lokale Themen auf. Dazu gehörten Vor und nach der Gewerbefreiheit von Heinrich Volgemann und Im Gängeviertel. Beide Werke wurden unter dem Pseudonym „J. E. Mand“ verfasst und 1865 aufgeführt. Zu den weiteren Stücken Louis Schöbels mit lokalen Bezügen zählte Politischer Unsinn oder Hannes Butje und Fritze Fischmarkt im Hôtel zur Deutschen Einheit von 1866. Fritze Fischmarkt symbolisierte dabei Otto von Bismarck. Der Hausknecht Hannes Buttje war eine sarkastisch-humorvolle Persönlichkeit, die in verschiedenen Stücken des Theaters vorkam. Für eine kurze Zeit konnte Schultze das Hamburger Volksstück neu beleben. Den Anfang machten 1870 die Hamburger Pillen, erarbeitet von Louis Schindler und Johann Dietrich F. Brünner nach einer Vorlage aus Wien. Die bedeutendsten Stücke stammten von Julius Stinde, der 1871 Die Nachtigall aus dem Bäckergang, 1872 Eine Hamburger Köchin und ein Jahr später Hamburger Leiden schrieb. Die bekanntesten Schauspieler des Ensembles waren Lotte Mende und Heinrich Kinder. Weitere erfolgreiche Stücke schrieben Otto Schreyer und Hermann Hirschel, darunter Ein Hamburger Nestkücken von 1880, Hamburg an der Alster (1882) und die Reellität. Alle Stücke behandelten Kleinbürger, die mit der rebellischen Jugend zu kämpfen hatten.
1874 unternahm Schultze mit seinem Ensemble eine große Gastspielreise durch Deutschland und nach Wien. Die Pacht des Theaters auf St. Pauli übernahm am 6. Oktober 1874 Felix Hesse. Schultze und seine Schauspieler waren hier nur noch selten zu sehen: Auftritte folgten in den Wintermonaten 1879 und 1880 sowie letztmals von 1881 bis 1883.
Das Grab des 1912 verstorbenen Carl Schultze befindet sich auf dem Friedhof Ohlsdorf im Planquadrat E 13 südlich von Kapelle 4.